# Monnina pulchra
Monnina pulchra är en jungfrulinsväxtart som beskrevs av Chod.. Monnina pulchra ingår i släktet Monnina och familjen jungfrulinsväxter. Inga underarter finns listade i Catalogue of Life.